# Baifeng
Baifeng (kinesiska: 白峰) är ett stadsdelsdistrikt i staden Ningbo i Kina. Den ligger i provinsen Zhejiang, i den östra delen av landet, omkring 180 kilometer öster om provinshuvudstaden Hangzhou. Antalet invånare är 36 651. Befolkningen består av 17 255 kvinnor och 19 396 män. Barn under 15 år utgör 8,0 %, vuxna 15-64 år 75 %, och äldre över 65 år 16,0 %.
Runt Baifeng är det mycket tätbefolkat, med 2 028 invånare per kvadratkilometer. Närmaste större samhälle är Beilun, 15,5 km väster om Baifeng. Trakten runt Baifeng består till största delen av jordbruksmark.
Genomsnittlig årsnederbörd är 1 783 millimeter. Den regnigaste månaden är juni, med i genomsnitt 312 mm nederbörd, och den torraste är januari, med 53 mm nederbörd.